# Alliance libéral-démocrate pour l'Italie
L’Alliance libéral-démocrate pour l'Italie (en italien, Alleanza liberaldemocratica per l'Italia, ALI) est un parti politique italien, de type libéral-libertarien. ALI a été fondée en novembre 2013 par des personnalités de  Faire pour arrêter le déclin, en désaccord avec les options de Michele Boldrin, notamment par Oscar Giannino, Alessandro De Nicola et Silvia Enrico. ALI décide de s'allier avec le Choix civique pour l'Italie au sein de Choix européen en mars avril 2014 en vue des élections européennes de mai 2014, en soutenant l'ALDE.